# Phyllonycteris poeyi
Phyllonycteris poeyi (Gundlach, 1861) è un pipistrello della famiglia dei Fillostomidi diffuso nei Caraibi.

## Descrizione

### Dimensioni
Pipistrello di medie dimensioni, con la lunghezza totale tra 75 e 87 mm, la lunghezza dell'avambraccio tra 43 e 51 mm, la lunghezza della coda tra 8 e 12 mm, la lunghezza del piede tra 15 e 20 mm, la lunghezza delle orecchie tra 12 e 16 mm e un peso fino a 29 g.

### Aspetto
La pelliccia è corta. Le parti dorsali sono giallo-brunastre chiare con la base dei peli bianca, mentre le parti ventrali sono più chiare. Il muso è conico, con una foglia nasale corta e rotonda. Il labbro inferiore è attraversato longitudinalmente da un solco bordato da piccole verruche. Le orecchie sono bruno-giallastre chiare, triangolari e ben separate tra loro. Il trago è più corto della metà del padiglione auricolare. Le membrane alari sono nero-brunastre e attaccate posteriormente lungo la tibia. La coda è molto corta, mentre l'uropatagio è ridotto ad una sottile membrana lungo la parte interna degli arti inferiori. È privo di calcar. I maschi sono più grandi delle femmine.

### Ecolocazione
Emette ultrasuoni attraverso impulsi ad alta intensità di lunga durata con una singola armonica.

## Biologia

### Comportamento
Si rifugia in gruppi all'interno di grotte buie e relativamente calde.

### Alimentazione
Si nutre di frutta, polline, nettare e anche di insetti.

### Riproduzione
Femmine gravide con un embrione sono state catturate ad Haiti nel mese di dicembre.

## Distribuzione e habitat
Questa specie è diffusa sull'isola di Cuba, Hispaniola e sull'Isola della Gioventù.

## Tassonomia
Sono state riconosciute 2 sottospecie:
- P.p.poeyi: Cuba, Isola della Gioventù;
- P.p.obtusa (Miller, 1929): Hispaniola.

## Conservazione
La IUCN Red List, considerato il vasto areale, la popolazione presumibilmente numerosa, la presenza in diverse aree protette e la tolleranza alle modifiche ambientali, classifica P.poeyi come specie a rischio minimo (Least Concern)).